# Іван Саморано
Іван Саморано (ісп. Iván Zamorano, нар. 18 січня 1967, Сантьяго) — чилійський футболіст, нападник.
Насамперед відомий виступами за клуби «Реал Мадрид» та «Інтернаціонале», а також національну збірну Чилі.
2004 року був включений до переліку «125 найкращих футболістів світу», складеного легендарним Пеле на прохання ФІФА з нагоди 100-річчя цієї організації.

## Клубна кар'єра
Народився 18 січня 1967 року в Сантьяго. Вихованець футбольної школи клубу «Кобресаль». Дорослу футбольну кар'єру розпочав 1983 року в основній команді того ж клубу, взявши участь у 31 матчі чемпіонату. 
Згодом, з 1988 по 1992 рік грав, у складі «Санкт-Галлена» та «Севільї».
Своєю грою за андалуську команду привернув увагу представників тренерського штабу клубу «Реал Мадрид», до складу якого приєднався 1992 року. Відіграв за королівський клуб наступні чотири сезони своєї ігрової кар'єри. Більшість часу, проведеного у складі мадридського «Реала», був основним гравцем атакувальної ланки команди. У складі мадридського «Реала» був одним з головних бомбардирів команди, маючи середню результативність на рівні 0,4 голу за гру першості. За цей час виборов титул володаря Кубка Іспанії, ставав володарем Суперкубка Іспанії та чемпіоном Іспанії.
1996 року уклав контракт з «Інтернаціонале», у складі якого провів наступні п'ять років своєї кар'єри гравця. Граючи за «Інтернаціонале» також здебільшого виходив на поле в основному складі команди.
Упродовж 2001—2002 років захищав кольори «Америки».
Завершив професійну ігрову кар'єру у чилійському клубі «Коло-Коло», за який виступав упродовж 2002—2003 років.

## Виступи за збірну
19 червня 1987 року дебютував в офіційних матчах у складі національної збірної Чилі в матчі проти збірної Перу, у якому відразу відзначився голом, а чилійці перемогли з рахунком 3-1. 
У складі збірної був учасником розіграшу Кубка Америки 1987 року в Аргентині, де разом з командою здобув «срібло», домашнього розіграшу Кубка Америки 1991 року, на якому команда здобула бронзові нагороди, розіграшу Кубка Америки 1993 року в Еквадорі, чемпіонату світу 1998 року у Франції та розіграшу Кубка Америки 1999 року у Прагваї.
Упродовж кар'єри в національній команді, яка тривала 16 років, провів у формі головної команди країни 69 матчів, забивши 34 голи.

## Статистика

### Клуб
| Чемпіонат         | Чемпіонат         | Чемпіонат         | Ліга | Ліга                         | Кубок           | Кубок              | Континет. змаг.  | Континет. змаг.  | Всього | Всього |
| Сезон             | Клуб              | Ліга              | Ігри | Голи                         | Ігри            | Голи               | Ігри             | Голи             | Ігри   | Голи   |
| Чилі              | Чилі              | Чилі              | Ліга | Ліга                         | Кубок Чилі      | Кубок Чилі         | Південна Америка | Південна Америка | Всього | Всього |
| ----------------- | ----------------- | ----------------- | ---- | ---------------------------- | --------------- | ------------------ | ---------------- | ---------------- | ------ | ------ |
| 1985              | «Кобресаль»       | Прімера Дивізіон  | 2    | 0                            |                 |                    |                  |                  |        |        |
| 1986              | «Кобресаль»       | Прімера Дивізіон  |      |                              | 3               | 1                  |                  |                  |        |        |
| 1986              | «Кобреандіно»     | Сегунда Дивізіон  | 29   | 27                           |                 |                    |                  |                  |        |        |
| 1987              | «Кобресаль»       | Прімера Дивізіон  | 29   | 8                            | 14              | 13                 |                  |                  |        |        |
| 1988              | «Кобресаль»       | Прімера Дивізіон  |      |                              | 14              | 14                 |                  |                  |        |        |
| Швейцарія         | Швейцарія         | Швейцарія         | Ліга | Ліга                         | Кубок Швейцарії | Кубок Швейцарії    | Європа           | Європа           | Всього | Всього |
| 1988-89           | «Санкт-Галлен»    | Суперліга         | 17   | 10                           | 1               | 0                  |                  |                  |        |        |
| 1989-90           | «Санкт-Галлен»    | Суперліга         | 33   | 23                           | 4               | 3                  |                  |                  |        |        |
| 1990-91           | «Санкт-Галлен»    | Суперліга         | 6    | 1                            |                 |                    |                  |                  |        |        |
| Іспанія           | Іспанія           | Іспанія           | Ліга | Ліга                         | Кубок Іспанії   | Кубок Іспанії      | Європа           | Європа           | Всього | Всього |
| 1990-91           | «Севілья»         | Ла Ліга           | 29   | 9                            | 2               | 1                  |                  |                  |        |        |
| 1991-92           | «Севілья»         | Ла Ліга           | 30   | 12                           | 2               | 1                  |                  |                  |        |        |
| 1992-93           | «Реал Мадрид»     | Ла Ліга           | 34   | 26                           | 4               | 6                  | 7                | 5                | 45     | 37     |
| 1993-94           | «Реал Мадрид»     | Ла Ліга           | 36   | 11                           | 6               | 4                  | 4                | 2                | 46     | 17     |
| 1994-95           | «Реал Мадрид»     | Ла Ліга           | 38   | 28                           | 3               | 0                  | 5                | 3                | 46     | 31     |
| 1995-96           | «Реал Мадрид»     | Ла Ліга           | 29   | 12                           | 2               | 0                  | 5                | 4                | 36     | 16     |
| Італія            | Італія            | Італія            | Ліга | Ліга                         | Кубок Італії    | Кубок Італії       | Європа           | Європа           | Всього | Всього |
| 1996-97           | «Інтернаціонале»  | Серія А           | 31   | 7                            | 6               | 4                  | 10               | 2                | 47     | 13     |
| 1997-98           | «Інтернаціонале»  | Серія А           | 13   | 2                            | 2               | 0                  | 5                | 2                | 20     | 4      |
| 1998-99           | «Інтернаціонале»  | Серія А           | 25   | 9                            | 10              | 3                  | 3                | 2                | 38     | 14     |
| 1999-00           | «Інтернаціонале»  | Серія А           | 30   | 7                            | 5               | 1                  | -                | -                | 35     | 8      |
| 2000-01           | «Інтернаціонале»  | Серія А           | 2    | 1                            | 2               | 0                  | 4                | 0                | 8      | 1      |
| Мексика           | Мексика           | Мексика           | Ліга | Ліга                         | Кубок           | Кубок              | Північна Америка | Північна Америка | Всього | Всього |
| 2000-01           | «Америка»         | Прімера Дивізіон  | 17   | 11                           |                 |                    |                  |                  |        |        |
| 2001-02           | «Америка»         | Прімера Дивізіон  | 35   | 18                           |                 |                    | 4                | 0                |        |        |
| 2002-03           | «Америка»         | Прімера Дивізіон  | 11   | 4                            |                 |                    |                  |                  |        |        |
| Чилі              | Чилі              | Чилі              | Ліга | Ліга                         | Кубок Чилі      | Кубок Чилі         | Південна Америка | Південна Америка | Всього | Всього |
| 2003              | «Коло-Коло»       | Прімера Дивізіон  | 14   | 8                            |                 |                    |                  |                  |        |        |
| Всього            | Чилі              | Чилі              | 74   | 43                           | 31              | 28\|\|\|\|\|\|\|\| |                  |                  |        |        |
| Всього            | Швейцарія         | Швейцарія         | 56   | 34                           | 5               | 3\|\|\|\|\|\|\|\|  |                  |                  |        |        |
| Всього            | Іспанія           | Іспанія           | 196  | 98                           | 19              | 12                 | 21               | 14\|\|\|\|       |        |        |
| Всього            | Італія            | Італія            | 101  | 25                           | 18              | 7                  | 19               | 12\|\|\|\|       |        |        |
| Всього            | Мексика           | Мексика           | 63   | 33\|\|\|\|\|\|4\|\|0\|\|\|\| |                 |                    |                  |                  |        |        |
| Всього за кар'єру | Всього за кар'єру | Всього за кар'єру | 490  | 233                          | 73              | 50                 | 44               | 26               | 612    | 309    |

### Збірна
| Збірна Чилі | Збірна Чилі | Збірна Чилі |
| Роки        | Ігри        | Голи        |
| ----------- | ----------- | ----------- |
| 1987        | 5           | 1           |
| 1988        | 5           | 0           |
| 1989        | 2           | 1           |
| 1990        | 0           | 0           |
| 1991        | 9           | 6           |
| 1992        | 0           | 0           |
| 1993        | 1           | 0           |
| 1994        | 2           | 2           |
| 1995        | 1           | 1           |
| 1996        | 8           | 5           |
| 1997        | 5           | 9           |
| 1998        | 8           | 2           |
| 1999        | 8           | 3           |
| 2000        | 10          | 10          |
| 2001        | 5           | 0           |
| Разом       | 69          | 40          |

## Титули і досягнення

### Командні
- Володар Кубка Іспанії (1):

«Реал Мадрид»:  1992–93
- Володар Суперкубка Іспанії (2):

«Реал Мадрид»:  1993
- Чемпіон Іспанії (1):

«Реал Мадрид»:  1994–95
- Володар Кубка УЄФА (1):

«Інтернаціонале»:  1997–98

### Збірні
- Срібний призер Панамериканських ігор: 1987
- Срібний призер Кубка Америки: 1987
- Бронзовий призер Кубка Америки: 1991
- Бронзовий олімпійський призер: 2000

### Особисті
- Найкращий бомбардир чемпіонату Іспанії :1994–95
- Найкращий легіонер чемпіонату Іспанії:1995
- Найкращий бомбардир Олімпійських ігор: 2000 (6)
- Член ФІФА 100: 2004